# 卡梅隆·布拉納甘
卡梅隆·馬克·湯瑪斯·布拉納甘（英語：Cameron Mark Thomas Brannagan；1996年5月9日—）是一位英格蘭足球運動員，司職中場。他現效力牛津聯，此前效力英超球隊利物浦。